# 瀬戸染付工芸館

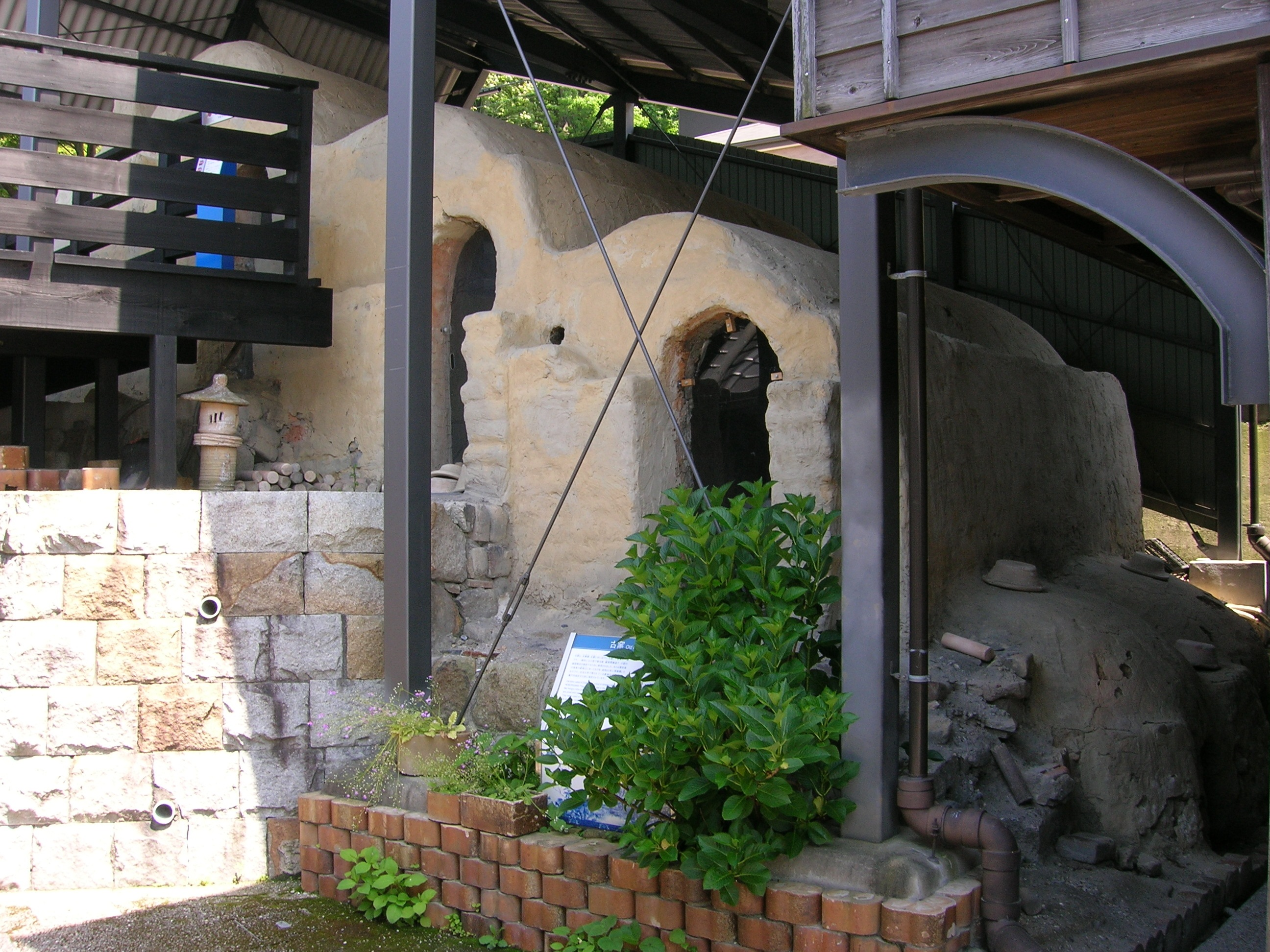
古窯

瀬戸染付工芸館（せとそめつけこうげいかん）は愛知県瀬戸市にある陶磁器に関する施設。

## 概要
瀬戸市マルチメディア伝承工芸館 -瀬戸染付研修所として2000年（平成12年）4月15日に開業し、2014年（平成26年）4月に現在の名称に改称した。瀬戸焼の伝統技法「瀬戸染付」をテーマにした施設で、当地にあった製陶所の跡地にある。瀬戸染付の技術を保存・継承することを主要な目的としており、「瀬戸染付研修所」では染付技術の研修が行なわれている。また、研修生らの作品の展示や瀬戸染付に関する資料・名品の展示のほか、染付の体験教室や染付に関する講義なども実施されている。

## 施設

### 本館
製陶所があった明治時代中頃に建築された木造2階建ての建物で、事務所と研修生の作品の展示施設を兼ねる。工芸館として再生されるにあたって仕上げられた板壁と土壁を組み合わせた外観が特徴で、2000年（平成12年）には第8回愛知まちなみ建築賞にも選出された。

### 交流館
江戸時代からあった染付窯屋「古陶園竹鳳窯」（伊藤伊平家）の細工場を模して復元したもの。1階には「瀬戸染付研修所」が置かれ、研修生によるろくろや絵付け作業の様子は一般にも公開されている。2階の「染付焼情報展示室」は染付に関する資料や映像などが見られるほか、染付名品の展示施設となっており、年に4回の企画展も催される。

### 古窯館
登り窯の一種である古窯（こがま）を展示している。元々は現在地より南に位置する経塚山（弘法山）の古陶園竹鳳窯にあったものを1947年（昭和22年）に当地に移築し、1964年（昭和39年）まで使用された。移築に際して五連房だったものを三連房に縮小している。瀬戸市内に唯一残る古窯として1997年（平成9年）に瀬戸市指定文化財に指定されており、2007年（平成19年）度には経済産業省による近代化産業遺産にも指定された。